# Circonscription de Tepi
La circonscription de Tepi est une des 121 circonscriptions législatives de l'État fédéré des nations, nationalités et peuples du Sud, elle se situe dans la Zone Sheka. Son représentant actuel est Luqas Nadew Nefto.